# Гомельский завод химических изделий
Гомельский завод химических изделий (ЗАО «Завод химических изделий»; ЗАО «ЗХИ»; бел. Гомельскі завод хімічных вырабаў; ЗАТ «Завод хімічных вырабаў») — белорусское предприятие, расположенное в Новобелицком районе Гомеля.

## История
В 1962 году в Гомеле был создан завод кровельных материалов, который в 1968 году преобразован в завод химических изделий. В 1992 году завод был приватизирован и преобразован в коллективное производственно-коммерческое предприятие, затем — в закрытое акционерное общество, 98 % акций были выкуплены сотрудниками. Завод выпускал резиновые галоши, одеяла, подушки, матрацы, искусственную кожу, строительную и антикоррозийную мастику, поливные шланги и прочую продукцию. В 2010-е годы предприятие столкнулось с экономическими трудностями. В 2015 году был остановлен конвейер по производству основой продукции — резиновой обуви. 30 декабря 2015 года было возбуждено производство по делу о банкротстве компании. В 2016 году было принято решение о санации. Часть имущества была реализована в счёт долгов предприятия, другим источником денежных средств для погашения долгов является сдача заводских корпусов в аренду. В период санации завод освоил производство некоторых новых резинотехнических и медицинских изделий. В 2019 году по ходатайству компании и администрации Новобелицкого района срок санации был продлён до конца 2023 года. По состоянию на июнь 2020 года компания находится в стадии санации.